# Saturn Award per la migliore serie televisiva
Il Saturn Award per la migliore serie televisiva (Best Television Series) venne istituito nel 1989 ed è stato assegnato fino al 2015, quando le categorie sono state riorganizzate in base al genere.

## Vincitori

### Migliore serie TV

#### Anni 1990-1996
- 1990
  - Star Trek: The Next Generation
  - La bella e la bestia (Beauty and the Beast)
  - Freddy's Nightmares
  - Venerdì 13 (Friday the 13th: The Series)
  - Cose dell'altro mondo (Out of This World)
  - Superboy
  - La guerra dei mondi (War of the Worlds)
- 1991
  - Star Trek: The Next Generation
- 1993
  - I Simpson (The Simpsons)
  - Batman (Batman: The Animated Series)
  - Intruders
  - In viaggio nel tempo (Quantum Leap)
  - The Ren & Stimpy Show
  - Star Trek: The Next Generation
  - I racconti della cripta (Tales from the Crypt)
- 1994
  - Lois & Clark - Le nuove avventure di Superman (Lois & Clark: The New Adventures of Superman)
  - Le avventure di Brisco County Jr. (The Adventures of Brisco County, Jr.)
  - I Simpson (The Simpsons)
  - Star Trek: Deep Space Nine
  - Star Trek: The Next Generation
  - Wild Palms
  - X-Files (The X-Files)
- 1995
  - X-Files (The X-Files)
  - Terra-Due (Earth-Two)
  - M.A.N.T.I.S.
  - I viaggiatori (Sliders)
  - SeaQuest - Odissea negli abissi (seaQuest DSV)
  - Star Trek: The Next Generation
  - I Simpson (The Simpsons)
- 1996
  - Oltre i limiti (The Outer Limits)
  - American Gothic
  - I Simpson (The Simpsons)
  - I viaggiatori (Sliders)
  - Space: Above and Beyond
  - Star Trek: Deep Space Nine

| Migliore serie TV trasmessa da una rete Anni 1997-1999 1997 X-Files ( The X-Files ) Dark Skies - Oscure presenze ( Dark Skies ) Ultime dal cielo ( Early Edition ) Millennium I viaggiatori ( Sliders ) I Simpson ( The Simpsons ) 1998 Buffy l'ammazzavampiri ( Buffy the Vampire Slayer ) Profiler - Intuizioni mortali ( Profiler ) I Simpson ( The Simpsons ) Star Trek: Voyager The Visitor X-Files ( The X-Files ) 1999 X-Files ( The X-Files ) Buffy l'ammazzavampiri ( Buffy the Vampire Slayer ) Profiler - Intuizioni mortali ( Profiler ) I Simpson ( The Simpsons ) Star Trek: Voyager Seven Days Streghe ( Charmed ) Anni 2000-2009 2000 L'incredibile Michael ( Now and Again ) Angel Buffy l'ammazzavampiri ( Buffy the Vampire Slayer ) Roswell Seven Days X-Files ( The X-Files ) 2001 Buffy l'ammazzavampiri ( Buffy the Vampire Slayer ) Star Trek: Voyager Angel Roswell Dark Angel X-Files ( The X-Files ) 2002 Buffy l'ammazzavampiri ( Buffy the Vampire Slayer ) Angel Dark Angel Star Trek: Enterprise Smallville X-Files (The X-Files) 2003 Alias Angel Star Trek: Enterprise Buffy l'ammazzavampiri ( Buffy the Vampire Slayer ) Smallville The Twilight Zone 2004 Angel CSI - Scena del crimine ( CSI: Crime Scene Investigation ) Alias Buffy l'ammazzavampiri ( Buffy the Vampire Slayer ) Star Trek: Enterprise Smallville 2005 Lost Alias Angel CSI - Scena del crimine ( CSI: Crime Scene Investigation ) Star Trek: Enterprise Smallville 2006 Lost Invasion Prison Break Smallville Supernatural Surface - Mistero dagli abissi ( Surface ) Veronica Mars 2007 Heroes Jericho Lost Smallville 24 Veronica Mars 2008 Lost Heroes Journeyman Pushing Daisies Supernatural Terminator: The Sarah Connor Chronicles 2009 Lost Heroes Terminator: The Sarah Connor Chronicles Fringe Life on Mars Supernatural Anni 2010-2015 2010 Lost Chuck Fringe Ghost Whisperer - Presenze ( Ghost Whisperer ) Heroes The Vampire Diaries 2011 Fringe Lost Smallville Supernatural V The Vampire Diaries 2012 Fringe A Gifted Man Grimm C'era una volta ( Once Upon a Time ) Supernatural Terra Nova 2013 Revolution Elementary The Following Fringe C'era una volta ( Once Upon a Time ) Supernatural 2014 Hannibal Revolution Agents of S.H.I.E.L.D. The Blacklist The Following Sleepy Hollow Under the Dome 2015 Hannibal The Blacklist The Following Grimm Person of Interest Sleepy Hollow | Migliore serie TV trasmessa via cavo Anni 1997-1999 1997 Oltre i limiti ( The Outer Limits ) Le nuove avventure di Robin Hood ( The New Adventures of Robin Hood ) Babylon 5 Highlander ( Highlander: The Series ) Poltergeist ( Poltergeist: The Legacy ) Star Trek: Deep Space Nine 1998 Oltre i limiti ( The Outer Limits ) Babylon 5 Pianeta Terra - Cronaca di un'invasione ( Earth: Final Conflict ) Star Trek: Deep Space Nine Stargate SG-1 Xena - Principessa guerriera ( Xena: Warrior Princess ) 1999 Babylon 5 Oltre i limiti ( The Outer Limits ) I viaggiatori ( Sliders ) Star Trek: Deep Space Nine Stargate SG-1 PSI Factor ( Psi Factor: Chronicles of the Paranormal ) Anni 2000-2009 2000 Stargate SG-1 Oltre i limiti ( The Outer Limits ) Star Trek: Deep Space Nine Amazon Farscape G vs E 2001 Farscape Stargate SG-1 Andromeda BeastMaster Invisible Man ( The Invisible Man ) Oltre i limiti ( The Outer Limits ) 2002 Farscape Andromeda The Chronicle Invisible Man ( The Invisible Man ) Stargate SG-1 Witchblade 2003 Farscape Andromeda Jeremiah The Dead Zone Stargate SG-1 Mutant X 2004 Stargate SG-1 Andromeda Carnivàle Dead Like Me The Dead Zone Farscape 2005 Stargate SG-1 4400 ( The 4400 ) Dead Like Me The Dead Zone Nip/Tuck Stargate Atlantis 2006 Battlestar Galactica The Closer 4400 ( The 4400 ) Nip/Tuck Stargate Atlantis Stargate SG-1 2007 Battlestar Galactica The Closer Dexter Doctor Who Eureka Kyle XY Stargate SG-1 2008 Dexter Battlestar Galactica The Closer Kyle XY Saving Grace Stargate SG-1 2009 Battlestar Galactica The Closer Dexter Leverage - Consulenze illegali ( Leverage ) Star Wars: The Clone Wars True Blood Anni 2010-2015 2010 Breaking Bad Battlestar Galactica The Closer Dexter Leverage - Consulenze illegali ( Leverage ) True Blood 2011 Breaking Bad The Closer Dexter Eureka Leverage - Consulenze illegali ( Leverage ) Spartacus: Blood and Sand True Blood 2012 Breaking Bad American Horror Story The Closer Dexter Leverage - Consulenze illegali ( Leverage ) True Blood 2013 The Walking Dead American Horror Story: Asylum Dexter The Killing Leverage - Consulenze illegali ( Leverage ) True Blood 2014 The Walking Dead American Horror Story: Coven The Americans Continuum Dexter Haven 2015 The Walking Dead L'esercito delle 12 scimmie American Horror Story: Freak Show Continuum Falling Skies Salem The Strain |